# Adolfo Nicolás

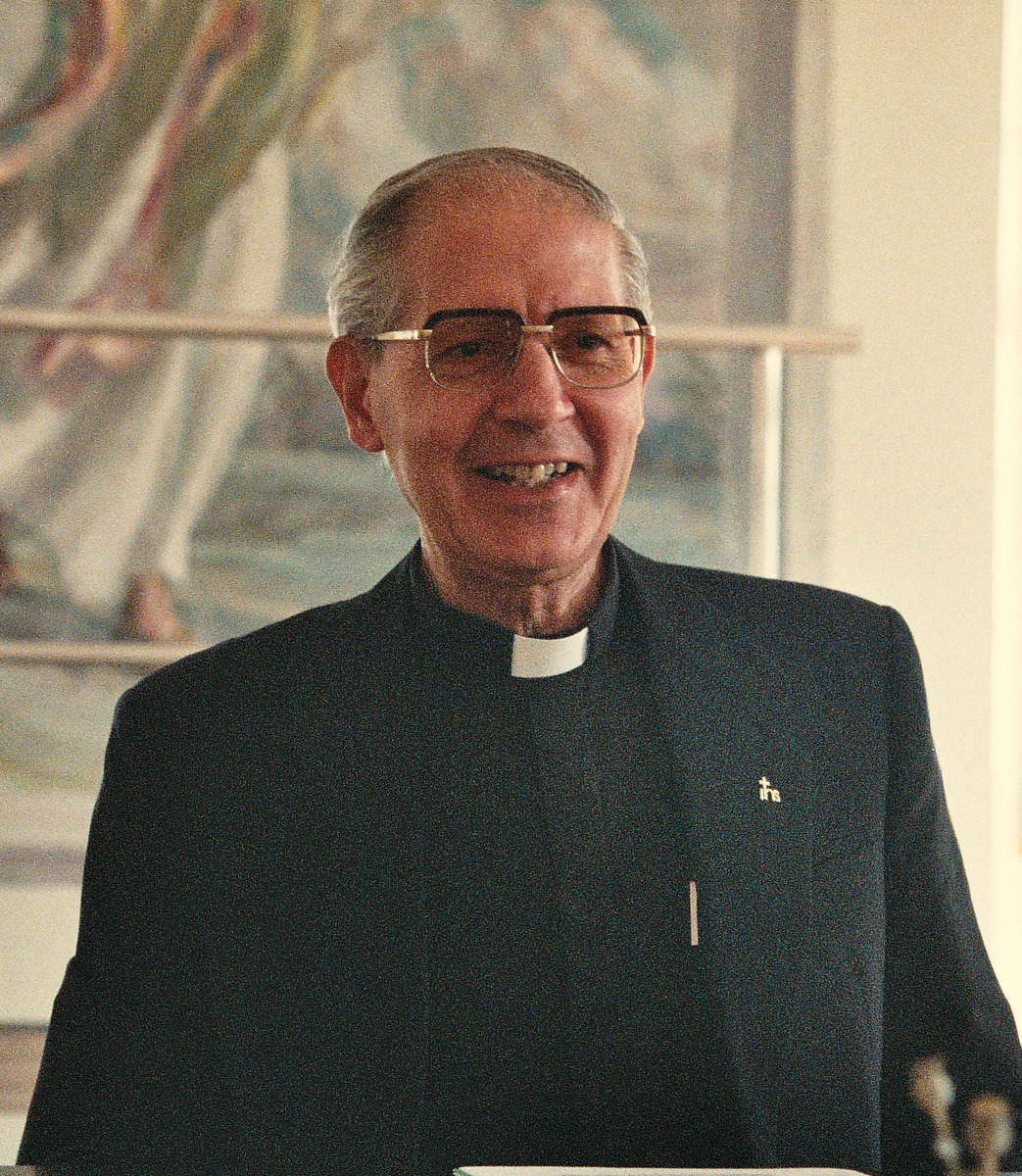
Adolfo Nicolás (2008)

Adolfo Nicolás Pachón SJ (* 29. April 1936 in Villamuriel de Cerrato, Provinz Palencia, Spanien; † 20. Mai 2020 in Tokio, Japan) war ein spanischer Jesuit und römisch-katholischer Theologe. Von 2008 bis 2016 war er der 30. Ordensgeneral der Jesuiten.

## Leben
Adolfo Nicolás Pachón, dritter von vier Söhnen, wuchs im spanischen Bürgerkrieg auf, seine Familie musste mehrfach umziehen und den Wohnsitz wechseln. Bis zum Ende seiner Schulzeit besuchte er sieben verschiedene Schulen.
Er trat 1953 in das Noviziat der jesuitischen Ordensprovinz Toledo ein und studierte Philosophie an der Universität Complutense Madrid am Standort Alcalá. Seit 1963 lebte er in Japan, absolvierte nach einem zweijährigen Sprachunterricht an der Sophia-Universität ein Theologiestudium und empfing am 17. März 1967 in Tokio die Priesterweihe. Von 1968 bis 1971 absolvierte er ein theologisches Doktoratsstudium an der Päpstlichen Universität Gregoriana in Rom. 1971 wurde er zum Professor für Systematische Theologie an die im Yotsuya Campus gelegene Tokioter Sophia-Universität berufen. Von 1978 bis 1984 war er Direktor des von Josef Hofinger SJ gegründeten Ostasiatischen Pastoralinstituts (EAPI) in Manila. Anschließend war er Missionar in Südkorea und von 1991 bis 1993 Rektor des Studienhauses für junge Jesuiten (Scholastikat) in Japan. 
Er hatte mehrere Leitungsaufgaben im Jesuitenorden inne und war unter anderem Provinzial der Japanischen Ordensprovinz (1993–1999) und Präsident der Jesuit Asia Pacific Conference, der regionalen Jesuitenkonferenz Ostasiens und Ozeaniens (2004–2008). Weitere Tätigkeiten führten ihn nach Australien, China, Japan, Korea, Mikronesien, Myanmar und Osttimor.
Bei der 35. Generalkongregation in Rom wurde er von 217 Delegierten nach zwölftägiger nicht öffentlicher Beratung am 19. Januar 2008 zum Ordensgeneral der Gesellschaft Jesu, des mit 19.200 Mitgliedern weltgrößten katholischen Männerordens, gewählt. Er trat damit die von Papst Benedikt XVI. bestätigte Nachfolge des seit 1983 amtierenden Niederländers Peter-Hans Kolvenbach an. Über die Wahl des zur Societas Jesu gehörenden Papstes Franziskus zeigte sich Nicolás sehr erfreut und wertete die Wahl als Zeichen der Hoffnung. Schwerpunkt seiner Amtszeit als Generaloberer war die Neustrukturierung des Ordens. Im Mai 2013 wurde er für die Amtszeit bis 2015 als Nachfolger von José Rodríguez Carballo zum Präsidenten der Union der Generaloberen (USG) gewählt.
Im Mai 2014 kündigte er in einem Brief an alle Jesuiten den bereits mit Papst Franziskus besprochenen Rücktritt für Ende 2016 an. Am 3. Oktober 2016, zu Beginn der 36. Generalkongregation, trat Nicolás vom Amt des Generaloberen zurück und bestimmte James Grummer als Generalvikar für die Zeit bis zur Wahl eines Nachfolgers. Kurz nach der Wahl von Arturo Sosa zum neuen Generaloberen am 14. Oktober 2016 kehrte Nicolás auf die Philippinen zurück. 
Am Ostasiatischen Pastoralinstitut der Ateneo de Manila University der Jesuiten, wo er bereits vor seinen Leitungsaufgaben im Orden gearbeitet hatte, war er als geistlicher Begleiter tätig.
Adolfo Nicolás, umgangssprachlich einfach „Nico“ genannt, kehrte 2018 aus gesundheitlichen Gründen in seine Heimatprovinz zurück und lebte zuletzt in einem Altenheim in Tokio. Er starb im Mai 2020 in Tokio an den Folgen einer langwierigen Erkrankung.